# Delia subalpina
Delia subalpina este o specie de muște din genul Delia, familia Anthomyiidae. A fost descrisă pentru prima dată de Ringdahl în anul 1926. Conform Catalogue of Life specia Delia subalpina nu are subspecii cunoscute.